# Police FC (Uganda)
Der Police Football Club ist ein ugandischer Fußballverein aus Kampala. Aktuell, Stand Oktober 2024, spielt der Verein in der ersten Liga, der Ugandan Super League.

## Geschichte
- Der größte Erfolg des Vereines war der Gewinn der nationalen Meisterschaft 2005. Er beendete damit die 7-jährige Dominanz des Rekordmeister Villa SC. Der Erfolg berechtigte dem Verein zur Teilnahme an der CAF Champions League 2006, wo aber bereits in der Qualifikationsrunde ausschieden. 2006 gelang ihnen der Sieg im auch als Kagame Interclub Cup bekannten CECAFA Club Cup.

## Erfolge
- Ugandischer Meister: 2005
- CECAFA Club Cup: 2006

## Statistik in den CAF-Wettbewerben
| Saison | Wettbewerb               | Runde    | Land    | Verein               | Heim | Auswärts |
| ------ | ------------------------ | -------- | ------- | -------------------- | ---- | -------- |
| 2003   | African Cup Winners’ Cup | 1. Runde | Ägypten | Baladeyet El-Mahalla | 0:0  | 1:4      |
| 2006   | CAF Champions League     | Vorrunde | Sudan   | Al-Hilal Khartum     | 0:0  | 0:3      |